# ウォルナット (カリフォルニア州)
ウォルナット（Walnut）は、アメリカ合衆国カリフォルニア州のロサンゼルス郡にある都市。人口は2万8730人（2020年）。ダウンタウン・ロサンゼルスの東38キロメートルの丘陵地に位置している。

## 概要
第二次世界大戦後に中流階級向けの住宅地として開発された。1959年に法人化し「ウォルナット市」が誕生した。ウォルナットはクルミである。企業の事業所も多数立地しており、雇用の機会は豊富である。西にウェストコビーナ、東にポモナと隣接しており、買い物に便利である。2020年アメリカ合衆国国勢調査によれば、市の人口の68パーセントはアジア系アメリカ人である。

## 教育
ウォルナットバレー統合学区の初等、中等学校の学力は全米最高水準である。民間調査会社Nicheの2025年の格付けは"A+"である  。
サンアントニオ山カレッジ（en:Mt. San Antonio College）は州立のコミュニティーカレッジである。サンアントニオ山はサンガブリエル山脈の最高峰であり、市内から良く見える。

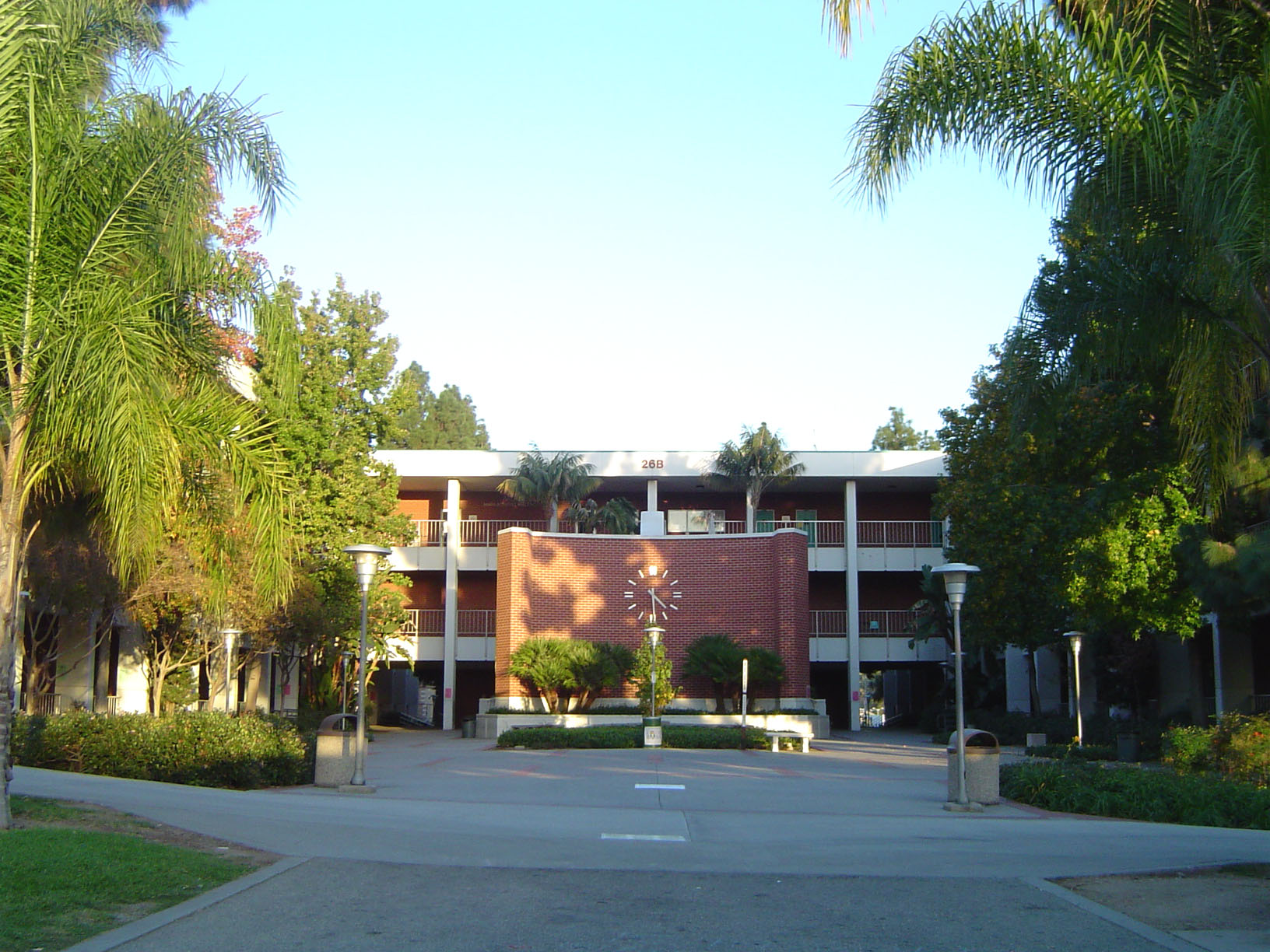
サンアントニオ山カレッジ